# Налацвад (Хунедоара)
Налацвад (рум. Nălațvad) насеље је у Румунији у округу Хунедоара у општини Хацег. Oпштина се налази на надморској висини од 331 m.

## Становништво
Према подацима из 2002. године у насељу је живело 313 становника.

### Попис2002.
| Расподела становништва по националности 2002.‍ | Расподела становништва по националности 2002.‍ | Расподела становништва по националности 2002.‍ | Расподела становништва по националности 2002.‍ | Расподела становништва по националности 2002.‍ |
| --------------------------------------------- | --------------------------------------------- | --------------------------------------------- | --------------------------------------------- | --------------------------------------------- |
|                                               |                                               |                                               |                                               |                                               |
| Румуни                                        | Румуни                                        |                                               | 268                                           | 87,3%                                         |
| Мађари                                        | Мађари                                        |                                               | 7                                             | 2,3%                                          |
| Роми                                          | Роми                                          |                                               | 20                                            | 6,5%                                          |
| Украјинци                                     | Украјинци                                     |                                               | 12                                            | 3,9%                                          |